# 장린펑
장린펑(중국어 간체자: 张琳芃, 정체자: 張琳芃, 병음: Zhāng Línpéng, 1989년 5월 9일 ~ )는 중국의 축구 선수로 포지션은 수비수이다. 후이족 출신이며 "중국의 세르히오 라모스"라는 별칭으로 부르기도 한다. 현재는 상하이 하이강에서 활약하고 있다.

## 클럽 경력
상하이 둥야의 유소년 클럽인 건바오 축구 아카데미를 거쳐 2006년 상하이 둥야의 1군 팀에 합류하였다. 당시 3부 리그 격인 을급 리그에 있던 상하이 둥야가 2008년 갑급 리그로 승격하는 데 기여하였고 갑급 리그에서 팀의 주전 수비수로 활약하며 좋은 모습을 보이자 2009년엔 2부 리그 소속 선수임에도 중국 대표팀에 발탁되기도 하였다.

### 광저우 헝다
2010년 11월 광저우 헝다가 한화 약 22억 원의 이적료를 지불하고 장린펑을 영입하였다. 장린펑의 강점은 수비수에도 불구하고 좋은 패스 능력과 득점력을 갖춰 2015년 여름 유럽 이적 시장에서 첼시의 관심을 받아왔으나 해프닝으로 끝났으며 2015년 9월에는 레알 마드리드에 1년 무상 임대 형식으로 이적이 유력하다는 보도가 나오기도 했다.

## 국가대표팀 경력
2008년 AFC U-19 챔피언십에 출전하여 팀의 주장으로 활약하였다. 이듬해인 2009년엔 가오훙보 감독에 의해 성인 대표팀에 발탁되어 A매치 데뷔전을 치렀으며 2010년엔 광저우 아시안 게임에 출전하였다.
2011년 AFC 아시안컵 명단에 포함되어 성인 대표팀의 국제 대회에 첫 출전하게 되었다. 이 대회에서 쿠웨이트를 상대로 득점하는 등 좋은 활약을 펼쳤으나 중국은 조별 예선에서 탈락하였다.

## 같이 보기
- A매치 100경기 이상 출전한 축구 선수 명단